# Industrializacija
Industrializácija je gospodarski, družbenoprostorski in socialni proces, povezan s širjenjem industrijske proizvodnje, spreminjanjem delovnih procesov in spreminjanjem dojemanja družbene delitve dela. Proces je sprožila industrijska revolucija.
V geografiji se pokrajino označuje z industrijsko, če industrija gospodarsko postane pomembnejša od kmetijstva ali tradicionalnih obrti. Ko je pokrajina industrializirana, začne industrija zaposlovati manjši delež delavcev, večji delež zaposlenih pa prevzemajo terciarne in kvartarne dejavnosti. V pokrajini se to kaže kot opuščanje industrijskih obratov, njihovo selitev v druge pokrajine ali posodabljanje industrijske proizvodnje z avtomatizacijo in robotizacijo.